# 谢秀兰
谢秀兰（1951年11月—），女，汉族，江苏宝应人，中华人民共和国政治人物，曾任中共江苏省纪委副书记、江苏省监察厅厅长，中央第十一巡视组组长。